# 大湖長壽宮
大湖長壽宮，位於臺灣高雄市湖內區大湖里，主奉閩南醫神保生大帝（大道公），與大湖碧湖宮、大湖觀音亭，為高雄市湖內區大湖里的三大公廟之一。

## 歷史沿革
- 過去漳泉先人由故鄉白礁祖廟奉香火來台供奉。
- 民國二十二年，日本皇民化運動而被毀。
- 民國卅五年由信徒韓伯勳、呂秉兩先生首倡募資重建。
- 民國七十年再度重建至今。
- 目前因為中山路面臨道路拓寬徵收因素，正積極募資計畫於原廟西邊重建。

## 祀神
大湖長壽宮主祀保生大帝、清水祖師、三官大帝，陪祀虎爺、韓清爺和盧德爺。

## 各神明由來
- 保生大大帝：本廟保生大帝像與湖內區湖內里湖內普濟宮、湖內區文賢里月眉池慈濟宮保生大帝為同一支木材雕塑而成，木材前段為大湖長壽宮保生大帝、中段為湖內普濟宮保生大帝、後段為月眉池慈濟宮保生大帝，三尊全為軟式金身，據說已有二、三百年以上歷史。
- 保生二大帝：年代已久已無法查證。
- 保生三大帝：年代已久已無法查證。
- 清水祖師：民國六十五年農曆九月四日，由信徒林振川募集資金雕塑，與大湖碧湖宮范王爺、本廟保生三大帝及韓清爺、盧德爺同時於大湖碧湖宮開光點眼。
- 三官大帝：為上元天官大帝、中元地官大帝、下元水官大帝，民國六十五年九月五日，由信徒卓圭、林退集資雕塑，於大湖觀音亭開光點眼。
- 韓清爺：民國六十五年農曆九月四日，由信徒林振川募集資金雕塑，與大湖碧湖宮范王爺、本廟保生三大帝、清水祖師及韓青爺和盧德爺同時於大湖碧湖宮開光點眼。
- 盧德爺：民國六十五年農曆九月四日，由信徒林振川募集資金雕塑，與大湖碧湖宮范王爺、本廟保生三大帝、清水祖師及韓清爺同時於大湖碧湖宮開光點眼。

## 分靈
- 高雄市湖內區田尾里田尾玉湖宮[2]